# Colombia i olympiska sommarspelen 2008
Colombia i olympiska sommarspelen 2008 bestod av 64 idrottare som blivit uttagna av Colombias olympiska kommitté.

## Bordtennis
- Huvudartikel: Bordtennis vid olympiska sommarspelen 2008

Damer
| Idrottare    | Gren   | Grundomgång                              | Omgång 1             | Omgång 2             | Omgång 3             | Omgång 4             | Kvartsfinal          | Semifinal            | Final                |
| Idrottare    | Gren   | Motståndare Resultat                     | Motståndare Resultat | Motståndare Resultat | Motståndare Resultat | Motståndare Resultat | Motståndare Resultat | Motståndare Resultat | Motståndare Resultat |
| ------------ | ------ | ---------------------------------------- | -------------------- | -------------------- | -------------------- | -------------------- | -------------------- | -------------------- | -------------------- |
| Paula Medina | Singel | Zhang Mo (CAN) L 5-11, 5-11, 10-12, 8-11 | Gick inte vidare     | Gick inte vidare     | Gick inte vidare     | Gick inte vidare     | Gick inte vidare     | Gick inte vidare     | Gick inte vidare     |

## Boxning
- Huvudartikel: Boxning vid olympiska sommarspelen 2008

| Jonatan Romero     | Bantamvikt    | Mesbahi (MAR) L 3-11 | Gick inte vidare        | Gick inte vidare        | Gick inte vidare | Gick inte vidare | Gick inte vidare |                  |                  |
| Darley Pérez       | Lättvikt      |                      | Talasbayev (KGZ) W 15-4 | Tishchenko (RUS) L 5-13 | Gick inte vidare | Gick inte vidare | Gick inte vidare | Gick inte vidare | Gick inte vidare |
| Eleider Álvarez    | Lätt tungvikt | Bye                  | Jeffries (GBR) L 5-5    | Gick inte vidare        | Gick inte vidare | Gick inte vidare | Gick inte vidare | Gick inte vidare |                  |
| Deivi Julio Blanco | Tungvikt      |                      | Mbumba (FRA) L 5-11     | Gick inte vidare        | Gick inte vidare | Gick inte vidare | Gick inte vidare | Gick inte vidare |                  |
| Óscar Rivas        | Supertungvikt |                      | Pulev (BUL) W 11-5      | Cammarelle (ITA) L 5-9  | Gick inte vidare | Gick inte vidare |                  |                  |                  |

## Brottning
- Huvudartikel: Brottning vid olympiska sommarspelen 2008

Herrar
| Idrottare       | Klass               | Kvalomgång           | Åttondelsfinal                       | Kvartsfinal          | Semifinal            | Bronsomgång Runda 1  | Bronsomgång Runda 2  | Final                |
| Idrottare       | Klass               | Motståndare Resultat | Motståndare Resultat                 | Motståndare Resultat | Motståndare Resultat | Motståndare Resultat | Motståndare Resultat | Motståndare Resultat |
| --------------- | ------------------- | -------------------- | ------------------------------------ | -------------------- | -------------------- | -------------------- | -------------------- | -------------------- |
| Freddy Serrano  | Fristil, bantamvikt |                      | Abbas Dabbaghi (IRI) L 0-1, 1-1, 1-5 | Gick inte vidare     | Gick inte vidare     | Gick inte vidare     | Gick inte vidare     | Gick inte vidare     |
| Jarlis Mosquera | Fristil, mellanvikt |                      | Taras Danko (UKR) L 0-3, 0-3         | Gick inte vidare     | Gick inte vidare     | Gick inte vidare     | Gick inte vidare     | Gick inte vidare     |

Damer
| Idrottare          | Klass             | Kvalomgång           | Åttondelsfinal               | Kvartsfinal                       | Semifinal               | Bronsomgång Runda 1  | Bronsomgång Runda 2    | Final                |
| Idrottare          | Klass             | Motståndare Resultat | Motståndare Resultat         | Motståndare Resultat              | Motståndare Resultat    | Motståndare Resultat | Motståndare Resultat   | Motståndare Resultat |
| ------------------ | ----------------- | -------------------- | ---------------------------- | --------------------------------- | ----------------------- | -------------------- | ---------------------- | -------------------- |
| Jackeline Renteria | Fristil, lättvikt |                      | Marwa Amri (TUN) W 7-4, Fall | Marcie Van Dusen (USA) W 7-2, 5-3 | Xu Li (CHN) L 5-5, Fall |                      | Ana Paval (ROU) W Fall |                      |

## Bågskytte
- Huvudartikel: Bågskytte vid olympiska sommarspelen 2008
- Damer

| Namn                                     | Gren         | Rankingrunda | Rankingrunda | 32-delsfinal                           | 16-delsfinal                       | 8-delsfinal                  | Kvartsfinal      | Semifinal        | Final            | Final            |
| Namn                                     | Gren         | Poäng        | Seed         | Resultat                               | Resultat                           | Resultat                     | Resultat         | Resultat         | Resultat         | Plats            |
| ---------------------------------------- | ------------ | ------------ | ------------ | -------------------------------------- | ---------------------------------- | ---------------------------- | ---------------- | ---------------- | ---------------- | ---------------- |
| Ana Rendón                               | Individuellt | 647          | 10           | Elena Tonetta (ITA) W 106(+10)-106(+9) | Miroslava Dagbaeva (RUS) W 110-106 | Khatuna Lorig (USA) L 95-107 | Gick inte vidare | Gick inte vidare | Gick inte vidare | Gick inte vidare |
| Sigrid Romero                            | Individuellt | 551          | 62           | Joo Hyun-Jung (KOR) L 98-108           | Gick inte vidare                   | Gick inte vidare             | Gick inte vidare | Gick inte vidare | Gick inte vidare | Gick inte vidare |
| Natalia Sánchez                          | Individuellt | 643          | 18           | Katsiarina Muliuk (BLR) L 101-104      | Gick inte vidare                   | Gick inte vidare             | Gick inte vidare | Gick inte vidare | Gick inte vidare | Gick inte vidare |
| Ana Rendón Sigrid Romero Natalia Sánchez | Lag          | 1841         | 10           |                                        |                                    | Japan (7) L 206-199          | —                | —                | —                | 10               |

## Cykling
- Huvudartikel: Cykling vid olympiska sommarspelen 2008

### BMX
Herrar
| Cyklist        | Gren          | Seedning | Seedning  | Kvartsfinal | Kvartsfinal | Semifinal        | Semifinal        | Final            | Final            |
| Cyklist        | Gren          | Poäng    | Placering | Poäng       | Placering   | Poäng            | Placering        | Tid              | Placering        |
| -------------- | ------------- | -------- | --------- | ----------- | ----------- | ---------------- | ---------------- | ---------------- | ---------------- |
| Andrés Jiménez | Herrarnas BMX |          |           | 2-5-4 = 11  | 4           | 4-4-5 = 13       | 4                | 39.137           | 4                |
| Augusto Castro | Herrarnas BMX |          |           | 4-4-6 = 14  | 5           | Gick inte vidare | Gick inte vidare | Gick inte vidare | Gick inte vidare |
| Sergio Salazar | Herrarnas BMX |          |           | 7-3-5 = 15  | 5           | Gick inte vidare | Gick inte vidare | Gick inte vidare | Gick inte vidare |

### Mountainbike
Herrar
| Cyklist     | Gren                   | Tid     | Placering |
| ----------- | ---------------------- | ------- | --------- |
| Héctor Páez | Herrarnas mountainbike | 2:06.46 | 26        |

### Landsväg
Herrar
| Cyklist         | Gren                | Tid               | Placering |
| --------------- | ------------------- | ----------------- | --------- |
| Rigoberto Urán  | Herrarnas linjelopp | DNF               | DNF       |
| José Serpa      | Herrarnas linjelopp | 6h 26' 27 (+2:38) | 41        |
| Santiago Botero | Herrarnas linjelopp | 6h 24' 01 (+0:12) | 7         |
| Santiago Botero | Herrarnas tempolopp | 1h 06' 35 (+4:24) | 25        |

### Bana
Förföljelse
| Cyklist                                                        | Gren                     | Kvalificering | Kvalificering | 1:a omgången     | 1:a omgången     | Final            | Final            |
| Cyklist                                                        | Gren                     | Tid           | Placering     | Motståndare Tid  | Placering        | Motståndare Tid  | Placering        |
| -------------------------------------------------------------- | ------------------------ | ------------- | ------------- | ---------------- | ---------------- | ---------------- | ---------------- |
| Carlos Alzate                                                  | Herrarnas förföljelse    | 4:35.154      | 16            | Gick inte vidare | Gick inte vidare | Gick inte vidare | Gick inte vidare |
| María Luisa Calle                                              | Damernas förföljelse     | 3:41.175      | 10            | Gick inte vidare | Gick inte vidare | Gick inte vidare | Gick inte vidare |
| Juan Esteban Arango Arles Castro Juan Pablo Forero Jairo Pérez | Herrarnas lagförföljelse | 4:11.397      | 10            | Gick inte vidare | Gick inte vidare | Gick inte vidare | Gick inte vidare |

Poänglopp
| Cyklist           | Gren               | Poäng/varv | Placering |
| ----------------- | ------------------ | ---------- | --------- |
| María Luisa Calle | Damernas poänglopp | 13/100     | 4         |

## Friidrott
- Huvudartikel: Friidrott vid olympiska sommarspelen 2008

Förkortningar
- Noteringar – Placeringarna avser endast löparens eget heat
- Q = Kvalificerad till nästa omgång
- q = Kvalificerade sig till nästa omgång som den snabbaste idrottaren eller, i fältgrenarna, via placering utan att uppnå kvalgränsen.
- NR = Nationellt rekord
- N/A = Omgången ingick inte i grenen
- Bye = Idrottaren behövde inte delta i denna omgång

Herrar
Bana och landsväg
| Juan Carlos Cardona | Maraton    | i.u.  | i.u. | i.u.             | i.u.             | i.u.             | i.u.             | 2:21:57          | 43               |                  |                  |
| Daniel Grueso       | 100 m      | 10.35 | 4 q  | 10.37            | 8                | Gick inte vidare | Gick inte vidare | Gick inte vidare | Gick inte vidare | Gick inte vidare | Gick inte vidare |
| Daniel Grueso       | 200 m      | 21.15 | 7    | Gick inte vidare | Gick inte vidare | Gick inte vidare | Gick inte vidare | Gick inte vidare | Gick inte vidare |                  |                  |
| Luis Fernando López | 20 km gång | i.u.  | i.u. | i.u.             | i.u.             | i.u.             | i.u.             | 1:20:59          | 9                |                  |                  |
| Rodrigo Moreno      | 50 km gång | i.u.  | i.u. | i.u.             | i.u.             | i.u.             | i.u.             | 4:03:52          | 34               |                  |                  |
| Yeimer Mosquera     | 400 m      | 46.59 | 7    | i.u.             | i.u.             | Gick inte vidare | Gick inte vidare | Gick inte vidare | Gick inte vidare |                  |                  |
| James Rendón        | 20 km gång | i.u.  | i.u. | i.u.             | i.u.             | i.u.             | i.u.             | 1:24:41          | 31               |                  |                  |
| Paulo César Villar  | 110 m häck | 13.37 | 1 Q  | 13.46            | 3 Q              | 13.85            | 8                | Gick inte vidare | Gick inte vidare |                  |                  |

Damer
Bana & landsväg
| Idrottare         | Gren       | Heat     | Heat      | Kvartsfinal | Kvartsfinal | Semifinal        | Semifinal        | Final            | Final            |
| Idrottare         | Gren       | Resultat | Placering | Resultat    | Placering   | Resultat         | Placering        | Resultat         | Placering        |
| ----------------- | ---------- | -------- | --------- | ----------- | ----------- | ---------------- | ---------------- | ---------------- | ---------------- |
| Rosibel García    | 800 m      | 2:01.98  | 2 Q       | i.u.        | i.u.        | 1:59.38          | 5                | Gick inte vidare | Gick inte vidare |
| Yomara Hinestroza | 100 m      | 11.39    | 4 q       | 11.66       | 7           | Gick inte vidare | Gick inte vidare | Gick inte vidare | Gick inte vidare |
| Darlenys Obregón  | 200 m      | 23.33    | 5 q       | 23.40       | 7           | Gick inte vidare | Gick inte vidare | Gick inte vidare | Gick inte vidare |
| Bertha Sánchez    | Maraton    | i.u.     | i.u.      | i.u.        | i.u.        | i.u.             | i.u.             | 2:47:02          | 62               |
| Sandra Zapata     | 20 km gång | i.u.     | i.u.      | i.u.        | i.u.        | i.u.             | i.u.             | 1:36:18          | 35               |

Fältgrenar
| Idrottare         | Gren          | Kval  | Kval      | Final            | Final            |
| Idrottare         | Gren          | Längd | Placering | Längd            | Placering        |
| ----------------- | ------------- | ----- | --------- | ---------------- | ---------------- |
| Zuleima Aramendiz | Spjutkastning | 54.71 | 39        | Gick inte vidare | Gick inte vidare |
| Johana Moreno     | Släggkastning | 64.66 | 36        | Gick inte vidare | Gick inte vidare |

## Gymnastik
- Huvudartikel: Gymnastik vid olympiska sommarspelen 2008

### Artistisk gymnastik
Herrar
| Gymnast            | Gren     | Kval    | Kval    | Kval    | Kval    | Kval    | Kval    | Kval   | Kval      | Final            | Final            | Final            | Final            | Final            | Final            | Final            | Final            |
| Gymnast            | Gren     | Redskap | Redskap | Redskap | Redskap | Redskap | Redskap | Totalt | Placering | Redskap          | Redskap          | Redskap          | Redskap          | Redskap          | Redskap          | Totalt           | Placering        |
| Gymnast            | Gren     | F       | PH      | R       | V       | PB      | HB      | Totalt | Placering | F                | PH               | R                | V                | PB               | HB               | Totalt           | Placering        |
| ------------------ | -------- | ------- | ------- | ------- | ------- | ------- | ------- | ------ | --------- | ---------------- | ---------------- | ---------------- | ---------------- | ---------------- | ---------------- | ---------------- | ---------------- |
| Jorge Hugo Giraldo | Mångkamp | 14.200  | 13.350  | 13.950  | 15.150  | 14.025  | 13.975  | 84.650 | 42        | Gick inte vidare | Gick inte vidare | Gick inte vidare | Gick inte vidare | Gick inte vidare | Gick inte vidare | Gick inte vidare | Gick inte vidare |

Damer
| Gymnast         | Gren     | Kval    | Kval    | Kval    | Kval    | Kval   | Kval      | Final            | Final            | Final            | Final            | Final            | Final            |
| Gymnast         | Gren     | Redskap | Redskap | Redskap | Redskap | Totalt | Placering | Redskap          | Redskap          | Redskap          | Redskap          | Totalt           | Placering        |
| Gymnast         | Gren     | F       | V       | UB      | BB      | Totalt | Placering | F                | V                | UB               | BB               | Totalt           | Placering        |
| --------------- | -------- | ------- | ------- | ------- | ------- | ------ | --------- | ---------------- | ---------------- | ---------------- | ---------------- | ---------------- | ---------------- |
| Natalia Sánchez | Mångkamp | 13.000  | 14.150  | 13.175  | 13.825  | 54.150 | 53        | Gick inte vidare | Gick inte vidare | Gick inte vidare | Gick inte vidare | Gick inte vidare | Gick inte vidare |

## Judo
Herrar
| Idrottare    | Gren                     | Inledande omgång     | Sextondelsfinal              | Åttondelsfinal              | Kvartsfinal          | Semifinal            | Återkval 1                 | Återkval 2               | Återkval 3                 | Final / BM           | Final / BM       |
| Idrottare    | Gren                     | Motståndare Resultat | Motståndare Resultat         | Motståndare Resultat        | Motståndare Resultat | Motståndare Resultat | Motståndare Resultat       | Motståndare Resultat     | Motståndare Resultat       | Motståndare Resultat | Placering        |
| ------------ | ------------------------ | -------------------- | ---------------------------- | --------------------------- | -------------------- | -------------------- | -------------------------- | ------------------------ | -------------------------- | -------------------- | ---------------- |
| Mario Valles | Halv mellanvikt (-81 kg) | BYE                  | Anthony (AUS) W 1010–0000    | Gontiuk (UKR) L 0001–0110   | Gick inte vidare     | Gick inte vidare     | Denanyoh (TOG) W 0100–0001 | Burton (GBR) L 0001–0110 | Gick inte vidare           | Gick inte vidare     | Gick inte vidare |
| Yuri Alvear  | Mellanvikt (-70 kg)      | i.u.                 | Zhanzunova (KAZ) W 1000–0000 | Hernández (CUB) L 0100–1000 | Gick inte vidare     | Gick inte vidare     | BYE                        | Scapin (ITA) W 1000–0010 | Iglesias (ESP) L 0000–0001 | Gick inte vidare     | Gick inte vidare |

## Ridsport

### Hoppning
| Ryttare       | Häst         | Gren                 | Kval     | Kval      | Kval     | Kval     | Kval      | Kval             | Kval             | Kval             | Final            | Final            | Final            | Final            | Final            | Totalt | Totalt    |
| Ryttare       | Häst         | Gren                 | Omgång 1 | Omgång 1  | Omgång 2 | Omgång 2 | Omgång 2  | Omgång 3         | Omgång 3         | Omgång 3         | Omgång A         | Omgång A         | Omgång B         | Omgång B         | Omgång B         | Totalt | Totalt    |
| Ryttare       | Häst         | Gren                 | Straff   | Placering | Straff   | Totalt   | Placering | Straff           | Totalt           | Placering        | Straff           | Placering        | Straff           | Totalt           | Placering        | Straff | Placering |
| ------------- | ------------ | -------------------- | -------- | --------- | -------- | -------- | --------- | ---------------- | ---------------- | ---------------- | ---------------- | ---------------- | ---------------- | ---------------- | ---------------- | ------ | --------- |
| Manuel Torres | Chambacunero | Individuell hoppning | 21       | 72 Q      | 22       | 43       | 63        | Gick inte vidare | Gick inte vidare | Gick inte vidare | Gick inte vidare | Gick inte vidare | Gick inte vidare | Gick inte vidare | Gick inte vidare | 43     | 63        |

## Rodd
Herrar
| Idrottare            | Gren          | Heat    | Heat      | Kvartsfinal | Kvartsfinal | Semifinal | Semifinal | Final   | Final     | Final |
| Idrottare            | Gren          | Tid     | Placering | Tid         | Placering   | Tid       | Placering | Tid     | Placering |       |
| -------------------- | ------------- | ------- | --------- | ----------- | ----------- | --------- | --------- | ------- | --------- | ----- |
| Rodrigo Ideus Forero | Singelsculler | 7:56,85 | 5 SE/F    | BYE         | BYE         | 7:29,71   | 2 FE      | 7:18,61 | 27        |       |

## Segling
Herrar
| Seglare         | Gren | Lopp | Lopp | Lopp | Lopp | Lopp | Lopp | Lopp | Lopp | Lopp | Lopp | Lopp | Summerad poäng | Finalplacering |
| Seglare         | Gren | 1    | 2    | 3    | 4    | 5    | 6    | 7    | 8    | 9    | 10   | M*   | Summerad poäng | Finalplacering |
| --------------- | ---- | ---- | ---- | ---- | ---- | ---- | ---- | ---- | ---- | ---- | ---- | ---- | -------------- | -------------- |
| Santiago Grillo | RS:X | 30   | 35   | 29   | 31   | 33   | 35   | 35   | DNF  | 31   | 34   | EL   | 293            | 35             |

M = Medaljlopp; EL = Eliminerad – gick inte vidare till medaljloppet;

## Simning
- Huvudartikel: Simning vid olympiska sommarspelen 2008

## Simhopp
Herrar
| Idrottare                         | Gren             | Kval   | Kval      | Semifinal | Semifinal | Final  | Final     |
| Idrottare                         | Gren             | Poäng  | Placering | Poäng     | Placering | Poäng  | Placering |
| --------------------------------- | ---------------- | ------ | --------- | --------- | --------- | ------ | --------- |
| Juan Guillermo Urán               | 3 m              | 443,05 | 14 Q      | 468,90    | 9 Q       | 454,60 | 10        |
| Juan Guillermo Urán               | 10 m             | 418,00 | 18 Q      | 436,10    | 12 Q      | 414,80 | 11        |
| Víctor Ortega Juan Guillermo Urán | 10 m parhoppning | i.u.   | i.u.      | i.u.      | i.u.      | 423,66 | 6         |

Damer
| Idrottare    | Gren | Kval   | Kval      | Semifinal        | Semifinal        | Final            | Final            |
| Idrottare    | Gren | Poäng  | Placering | Poäng            | Placering        | Poäng            | Placering        |
| ------------ | ---- | ------ | --------- | ---------------- | ---------------- | ---------------- | ---------------- |
| Diana Pineda | 3 m  | 268,85 | 20        | Gick inte vidare | Gick inte vidare | Gick inte vidare | Gick inte vidare |

## Skytte
- Huvudartikel: Skytte vid olympiska sommarspelen 2008

## Taekwondo
| Idrottare    | Gren            | Åttondelsfinaler        | Kvartsfinaler        | Semifinaer           | Återkval             | Bronsmatch           | Final                | Final            |
| Idrottare    | Gren            | Motståndare Resultat    | Motståndare Resultat | Motståndare Resultat | Motståndare Resultat | Motståndare Resultat | Motståndare Resultat | Placering        |
| ------------ | --------------- | ----------------------- | -------------------- | -------------------- | -------------------- | -------------------- | -------------------- | ---------------- |
| Gladys Mora  | Damernas −49 kg | Yang S-C (TPE) L (−1)–0 | Gick inte vidare     | Gick inte vidare     | Gick inte vidare     | Gick inte vidare     | Gick inte vidare     | Gick inte vidare |
| Doris Patiño | Damernas −57 kg | Calabrese (ITA) L 0–2   | Gick inte vidare     | Gick inte vidare     | Gick inte vidare     | Gick inte vidare     | Gick inte vidare     | Gick inte vidare |

## Tyngdlyftning
- Huvudartikel: Tyngdlyftning vid olympiska sommarspelen 2008